# 西山温泉 (福島県)
西山温泉（にしやまおんせん）は、福島県河沼郡柳津町（旧国陸奥国、明治以降は岩代国）にある温泉である。奥会津地方に位置する。717年（養老元年）の開湯と言われる「神の湯」のほか、「下の湯」「中の湯」「滝の湯」「新湯」「荒湯」「老沢」など泉質の異なる多数の源泉がある。

## 温泉街

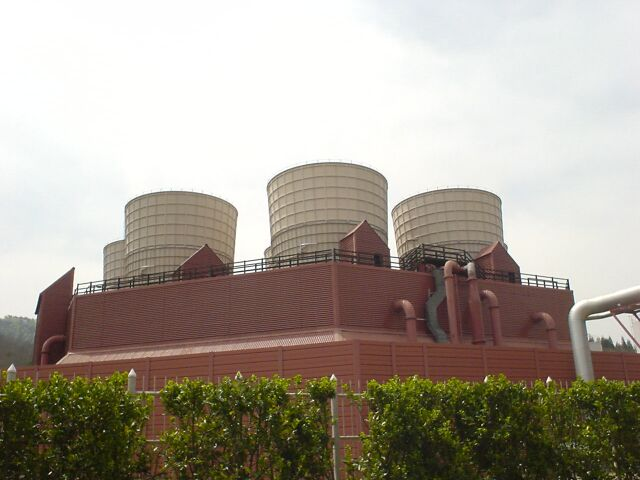
柳津西山地熱発電所

福島県道32号柳津昭和線から滝谷川へ向かって下った先に5軒の旅館と日帰り温泉施設が存在する。8本の源泉から豊富に湯が湧き出し、旅館ごとにそれぞれ異なる源泉を持つのが特徴。旅館はいずれも家族経営の小さなものである。
西山温泉には3つの温泉神社があり、「神の隠れ湯」の温泉信仰を今なお色濃く残す。
地熱が高い地域であり、温泉街からせいざん荘方面に走った道の先には、柳津西山地熱発電所も存在する。
自炊客向けの移動スーパーが温泉街に来ることもある。

### 老沢温泉旅館
昔ながらの湯治宿の趣を残す「老沢温泉旅館」は、つげ義春のイラストに描かれ、『つげ義春の温泉』の表紙を飾った混浴浴場を持つ純木造旅館である。温度が異なる3つの浴槽を持ち、その奥には温泉神社が鎮座する。家屋登記は明治9年。

### 中の湯
3種類の源泉を引く「旅館 中の湯」は本館と別館からなり、開湯1200年以上の歴史を持つ。別館には檜の内湯と露天風呂を持ち、貸切り利用も可。つげ義春が何度も訪れた宿で、当時あえて古びた旧館での宿泊を希望していたという。

### 下の湯
吊り橋の先に、脱衣所を含めて混浴の、日帰りのみ営業の建物がある。

### 滝の湯旅館
「滝の湯」「荒湯」の2つの源泉を使う、日本秘湯を守る会の宿がある。

### 旅館新湯
女湯は新湯源泉から、男湯は荒湯源泉から引いている。

### せいざん荘
1993年（平成5年）にオープンした日帰り入浴施設である柳津町営の「せいざん荘」は温泉街から若干離れた場所にある。

## 歴史
古くは湯治場として栄えた。この地にある8つの源泉に順番に入浴すると、万病に効くと言われた事から、「神の湯」の異名でも呼ばれていた。
柳津町の中心地に柳津温泉が開かれた際、当地から源泉を送った。現在では柳津温泉が独自源泉を有しているため、送湯は行われていない。

## 泉質
- 老沢源泉、中の湯源泉、下の湯源泉：含硫黄‐ナトリウム‐塩化物泉[2]
- 滝の湯源泉、新湯源泉：ナトリウム‐塩化物泉[2]

呼吸器系に対する効能が強いことから、「たん切りの湯」と呼ばれている。

## その他
- つげ義春著『つげ義春の温泉』（カタログハウス）2003年1月発行の表紙を飾ったことでも知られる。木造板張りの小さな湯治場らしい雰囲気の浴槽に少女が一人腰かけている印象的なイラストであった[7]。

- 昭和時代後期に野口冬人が、会津の小さな食堂で手にしたタウン誌の中に、背後に奉納幟が何枚もかけ連ねられた温泉神社が祀られたいかにも湯治場然とした湯船の写真を見つけ興味を持つ。幟には「老沢温泉」と書かれていたが、温泉通の野口も聞いたことがない。地図を探すもついに見つけられなかった。ところが翌日、柳津温泉に一泊した際に柳津温泉の湯が西山温泉から引湯されていることを知り、確認のため西山温泉に向かったところ、偶然「老沢温泉」の看板を偶然に見つける。「老沢温泉」とは西山温泉の6つの旅館のうちのひとつ老沢温泉旅館のことであった[8]。

## アクセス
- 磐越自動車道会津坂下ICより約40分。
- JR只見線 会津柳津駅より路線バスで約30分。滝谷駅より路線バスで約15分（会津乗合自動車）。